# 矢作古川

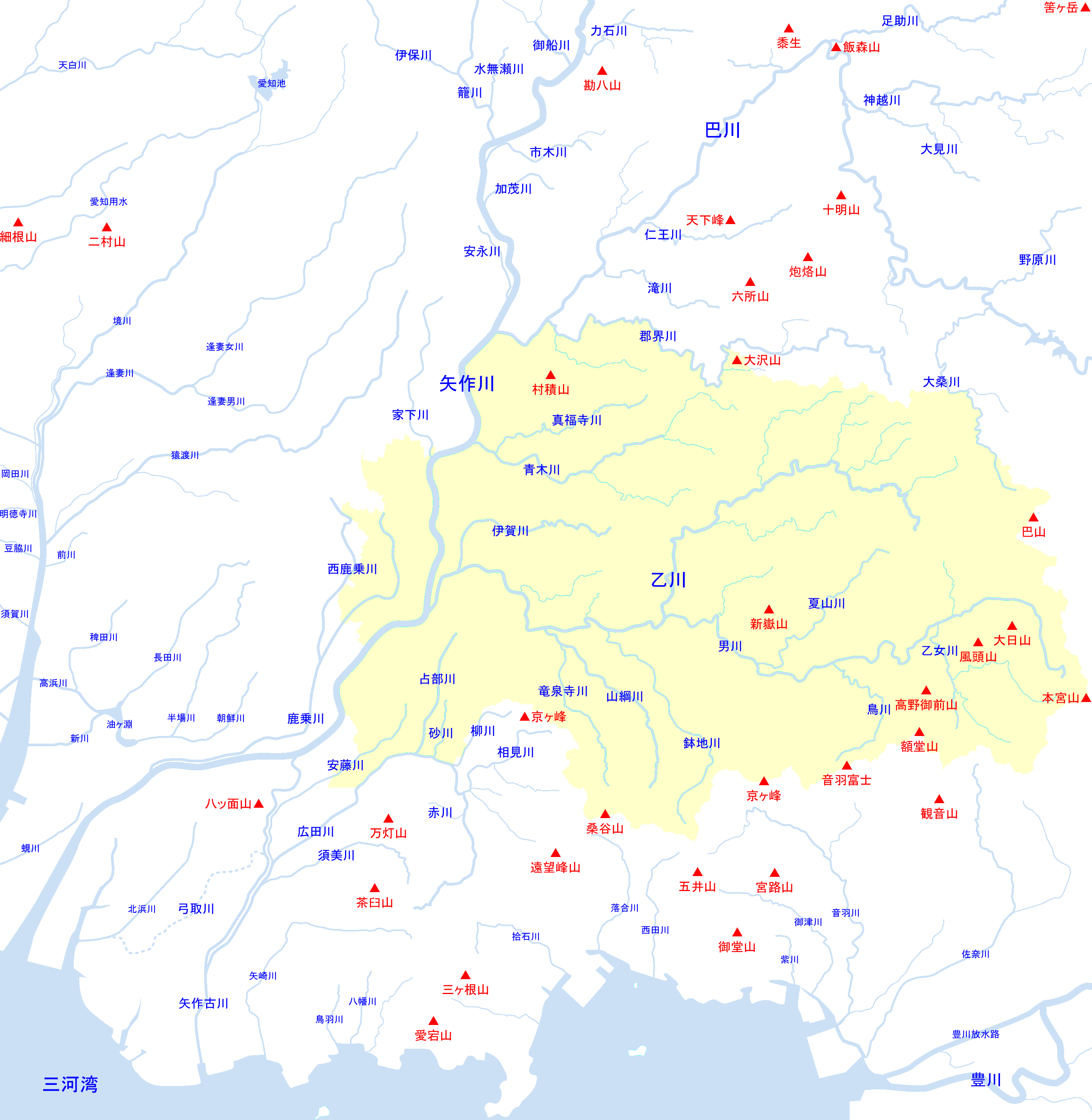
岡崎市周辺の地理

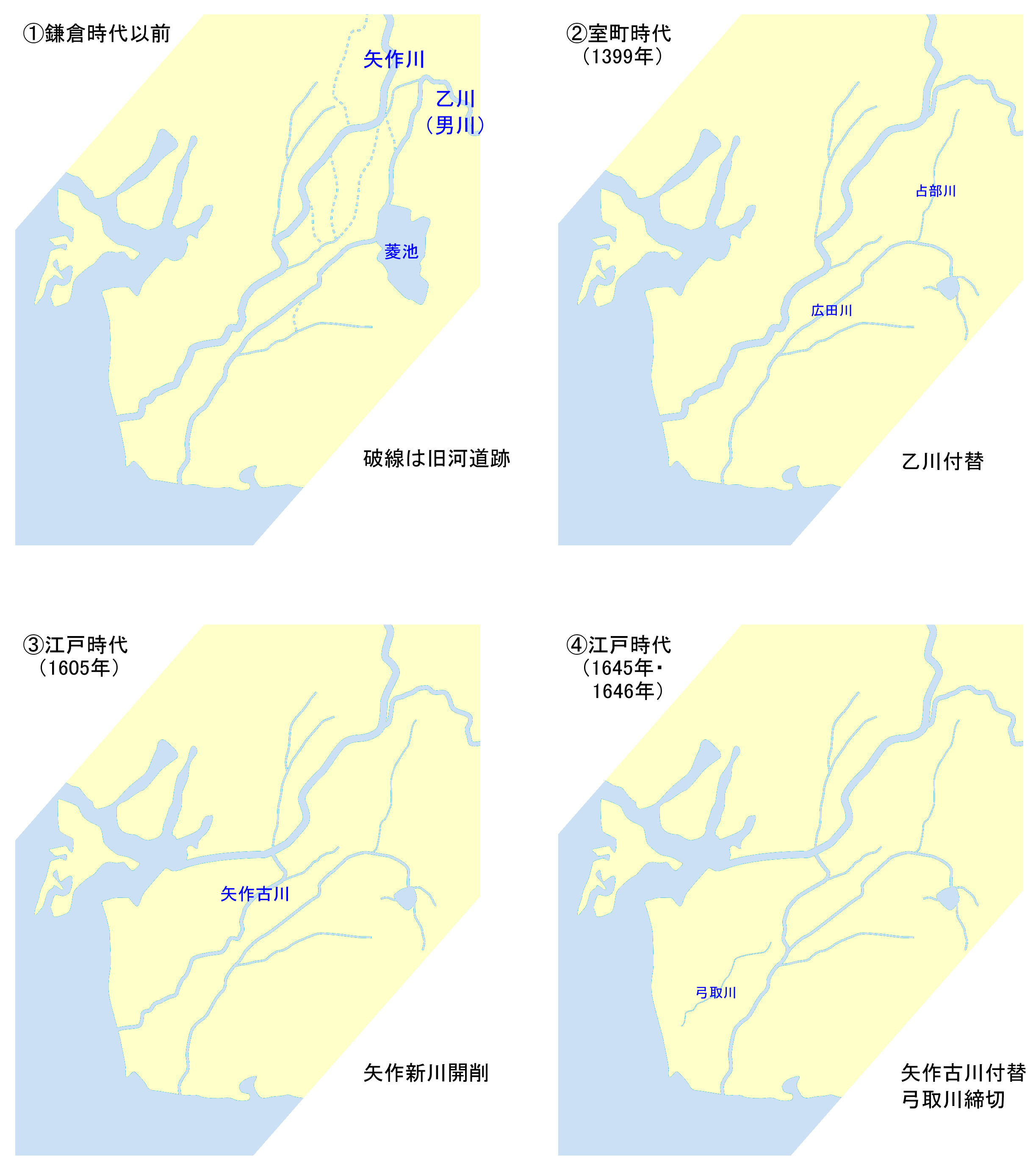
矢作川下流支派川の河川改修の歴史

矢作古川（やはぎふるかわ）は、愛知県を流れる矢作川水系の分流。愛知県管轄の一級河川である。

## 地理
愛知県西尾市小島町と西尾市志貴野町の境にて矢作川から分かれ、西尾市吉良町吉田、西尾市一色町千間の境で三河湾に注ぐ。
途中、西尾市江原町付近で安藤川が並行し、西尾市高河原町付近で安藤川を合流した広田川と並行、吉良町八幡川田と一色町大塚の境付近で広田川が矢作古川に合流する。

## 歴史
矢作古川はかつて矢作川本川が流れたが、矢作古川へと流れていた当時の矢作川は現在の西尾市小焼野町付近から西へと流れる「弓取川」と呼ばれる流路を流れていた。現在の小焼野町付近以下の矢作古川の最下流部は、かつての広田川下流部に相当する。
矢作川の本流が現在の河道に移るのは1605年（慶長10年）のことで、徳川家康の命によって現在の分岐点の西側の台地を開削して新川が通された。最下流部が現在の河道に移ったのは1645年（正保2年）の「古川の川違い」によるものであり、翌1646年（正保3年）に弓取川への分派口が締め切られた。

## 流域の自治体
愛知県
西尾市

## 主な橋梁
下流より記載
- 松大橋（国道247号）
- 大富橋
- 笹子橋
- 富川橋（愛知県道41号西尾幸田線）
- 横須賀大橋
- 矢作古川鉄橋（名鉄西尾線）
- 宅野島大橋
- 小焼野橋
- 古川橋
- 江原橋（愛知県道43号岡崎碧南線）
- 矢作古川橋（国道23号（岡崎バイパス））
- 小川橋（愛知県道292号幸田石井線）
- 竜宮橋